# Островских, Пётр Евгеньевич
Пётр Евгеньевич Островских (1 ноября 1870, прииск Узунжул, ныне в Аскизском районе Хакасии — 1940 год) — российский этнограф, путешественник.

## Биография
Отец — Евгений Николаевич Островских — мещанин, служащий на золотых промыслах золотопромышленника Кузнецова умер в 35 лет. Мать — Наталья Иоакимовна Петрова, дочь минусинского «медника» (слесаря) — училась грамоте у ссыльных декабристов братьев Беляевых. Отчим — Николай Иустинович Попов — работал учителем Усть-Абаканской школы.
Учился в минусинском училище, собирал коллекции для музея, сотрудничал с Н. М. Мартьяновым. После окончания в 1891 красноярской гимназии, поступил в Санкт-Петербургский университет на естественное отделение физико-математического факультета, где занимался антропологией и этнографией под руководством профессора Э. Ю. Петри. В столице он знакомится с В. В. Радловым, Г. Н. Потаниным, Н. М. Ядринцевым и председателем Археологической комиссии А. А. Бобринским.
Осенью 1893 выходит и его первая печатная работа, посвященная красноярским Столбам и подписанная псевдонимом П. Соснин.
Летом 1894 состоялась командировка П. Е. Островских от Академии Наук для изучения «туземцев Минусинского края»  и собирания этнографических коллекций. Также в 1893—1894 гг. газета «Енисей» публикует цикл его статей о холере (изложение лекций Лесгафта), а «Восточное обозрение» — некролог путешественника В. В. Юнкера (ум. 1.2.1892).
Результатом поездки стали также первые научные статьи П. Е. Островских: «Этнографические заметки о тюрках Минусинского края (Отчет о поездке 1894 г.)»  и «Über die Musik-Instrumente der Katschinzen» («О музыкальных инструментах качинцев»).
Летом 1895 посетил Берлин и Вену для работы в этнографических музеях, знакомится с директором и основателем Берлинского музея народоведения А. Бастианом и востоковедом А. Грюнведелем. Окончил университет в 1896 году.
В университетские годы П. Е. Островских активно занимался общественной деятельностью как член сибирского землячества
В 1897  П. Е. Островских совершает поездку в Тоджинский хошун на средства Императорского Русского Географического Общества (ИРГО).  В 1899—1904 гг. служил помощником податного инспектора по Туруханскому краю и изучал промыслы и экономику русского и «инородческого» населения, а также собирал этнографические коллекции. Последующая жизнь и работа П. Е. Островских связана с Казахстаном, Литвой, Санкт-Петербургом и Москвой.
26 мая 1908  П. Е. Островских делает доклад  в Российском морском союзе о Северном Морском Пути. 
2 марта 1937 г. он делает помету на библиографии своих работ: «Копия списка, препр<овожденного> в КСУ. 2/III 37».
Дата смерти учёного установлена, это 1940 год.

## Публикации
- Островских П. Е. Этнографические заметки о Тюрках Минусинского края (отчет о поездке 1894 г.) // Живая старина. 1895. Вып. 3-4. СПб.: Типография С. Н. Худекова, 1895. С. 297—348.
- Островских П. Е. Саянские хищники. Рассказы. М.-Л.: ГИЗ, 1927. 52 с.
- Путешествия П. Е. Островского на Енисей в 1894 и 1897 годах. [1]— [Б.м.]: [после 1897]. — 35x27 см, 40 отдельных листов с 45 фотографиями различного формата; в папке [адрес доступа: http://leb.nlr.ru/edoc/5517/Путешествия-П-Е-Островского-на-Енисей-в-1894-и-1897-годах (недоступная+ссылка)]
- Островских П. Е. Краткий отчёт о поездке в Тоджинский хошун урянхайской земли // Известия Императорского Русского Географического Общества. — СПб., 1898. — Т. XXXIV, вып. 4. — С. 424—432
- Ostrowskich P. Über die Musik-Instrumente der Katschinzen // Zeitschrift für Ethnologie. 1895. Bd. 27. S. 616—618.